# أوفيليا زيبيدا
أوفيليا زيبيدا (بالإنجليزية: Ofelia Zepeda) (24 مارس 1954، مقاطعة بينال في الولايات المتحدة)؛ كاتِبة، أستاذة جامعية وشاعرة أمريكية.